# Théâtre d'Esch
Le théâtre d'Esch, officiellement Théâtre municipal de la ville d'Esch-sur-Alzette est une salle de théâtre de la ville d'Esch-sur-Alzette au Luxembourg.